# Lac du Bouchet
Lac du Bouchet ligger i Haute-Loire i Frankrike i närheten av Le Puy-en-Velay och omkring 2 km norr om samhället Le Bouchet-Saint-Nicolas.
Lac du Bouchet är en kratersjö bildad av en gammal vulkan, och är därför nästan cirkelrund. Sjön är omkring 750 meter från kant till kant och omgärdad av skog. Den ligger på en höjd av 1 205 meter. 